# Nepytia regulata
Nepytia regulata är en fjärilsart som beskrevs av Barnes och Mcdunnough 1916. Nepytia regulata ingår i släktet Nepytia och familjen mätare. Inga underarter finns listade i Catalogue of Life.